# Żarnówka (gromada)
Żarnówka – dawna gromada, czyli najmniejsza jednostka podziału terytorialnego Polskiej Rzeczypospolitej Ludowej w latach 1954–1972.
Gromady, z gromadzkimi radami narodowymi (GRN) jako organami władzy najniższego stopnia na wsi, funkcjonowały od reformy reorganizującej administrację wiejską przeprowadzonej jesienią 1954 do momentu ich zniesienia z dniem 1 stycznia 1973, tym samym wypierając organizację gminną w latach 1954–1972.
Gromadę Żarnówka z siedzibą GRN w Żarnówce utworzono – jako jedną z 8759 gromad na obszarze Polski – w powiecie wadowickim w woj. krakowskim, na mocy uchwały nr 31/IV/54 WRN w Krakowie z dnia 6 października 1954. W skład jednostki wszedł obszar dotychczasowej gromady Żarnówka ze zniesionej gminy Maków w tymże powiecie. Dla gromady ustalono 17 członków gromadzkiej rady narodowej.
1 stycznia 1956 gromada weszła w skład nowo utworzonego powiatu suskiego w tymże województwie.
Gromadę zniesiono 31 grudnia 1961, a jej obszar włączono do gromady Juszczyn.